# Diocesi di Laredo
La diocesi di Laredo (in latino: Dioecesis Laredana) è una sede della Chiesa cattolica negli Stati Uniti d'America suffraganea dell'arcidiocesi di San Antonio. Nel 2021 contava 349.656 battezzati su 384.237 abitanti. È retta dal vescovo James Anthony Tamayo.

## Territorio
La diocesi comprende 7 contee del Texas meridionale, negli Stati Uniti d'America: Dimmit, Jim Hogg, La Salle, Maverick, Webb, Zapata e Zavala.
Sede vescovile è la città di Laredo, dove si trova la cattedrale di Sant'Agostino (San Agustín).
Il territorio si estende su 27.482 km² ed è suddiviso in 32 parrocchie.

## Storia
La diocesi è stata eretta il 3 luglio 2000 con la bolla Solliciti de maiore di papa Giovanni Paolo II, ricavandone il territorio dalla diocesi di Corpus Christi e dall'arcidiocesi di San Antonio.

## Cronotassi dei vescovi
Si omettono i periodi di sede vacante non superiori ai 2 anni o non storicamente accertati.
- James Anthony Tamayo, dal 3 luglio 2000

## Statistiche
La diocesi nel 2021 su una popolazione di 384.237 persone contava 349.656 battezzati, corrispondenti al 91,0% del totale.
| anno | popolazione | popolazione | popolazione | presbiteri | presbiteri | presbiteri | presbiteri                | diaconi | religiosi | religiosi | parrocchie |
| anno | battezzati  | totale      | %           | numero     | secolari   | regolari   | battezzati per presbitero | diaconi | uomini    | donne     | parrocchie |
| ---- | ----------- | ----------- | ----------- | ---------- | ---------- | ---------- | ------------------------- | ------- | --------- | --------- | ---------- |
| 2000 | 196.281     | 262.252     | 74,8        | 48         | 21         | 27         | 4.089                     | 25      | 37        | 88        | 27         |
| 2001 | 217.707     | 286.457     | 76,0        | 46         | 22         | 24         | 4.732                     | 23      | 44        | 83        | 26         |
| 2002 | 221.145     | 294.457     | 75,1        | 45         | 23         | 22         | 4.914                     | 27      | 31        | 88        | 29         |
| 2003 | 222.250     | 294.776     | 75,4        | 52         | 28         | 24         | 4.274                     | 29      | 36        | 88        | 29         |
| 2004 | 225.250     | 302.196     | 74,5        | 56         | 31         | 25         | 4.022                     | 29      | 35        | 76        | 32         |
| 2013 | 306.354     | 376.000     | 81,5        | 56         | 35         | 21         | 5.470                     | 28      | 27        | 62        | 32         |
| 2016 | 340.430     | 374.099     | 91,0        | 55         | 37         | 18         | 6.189                     | 37      | 23        | 47        | 32         |
| 2019 | 348.060     | 382.484     | 91,0        | 53         | 39         | 14         | 6.567                     | 33      | 21        | 46        | 32         |
| 2021 | 349.656     | 384.237     | 91,0        | 57         | 39         | 18         | 6.134                     | 32      | 23        | 44        | 32         |